# Łukasz Orłowski (1715–1765)

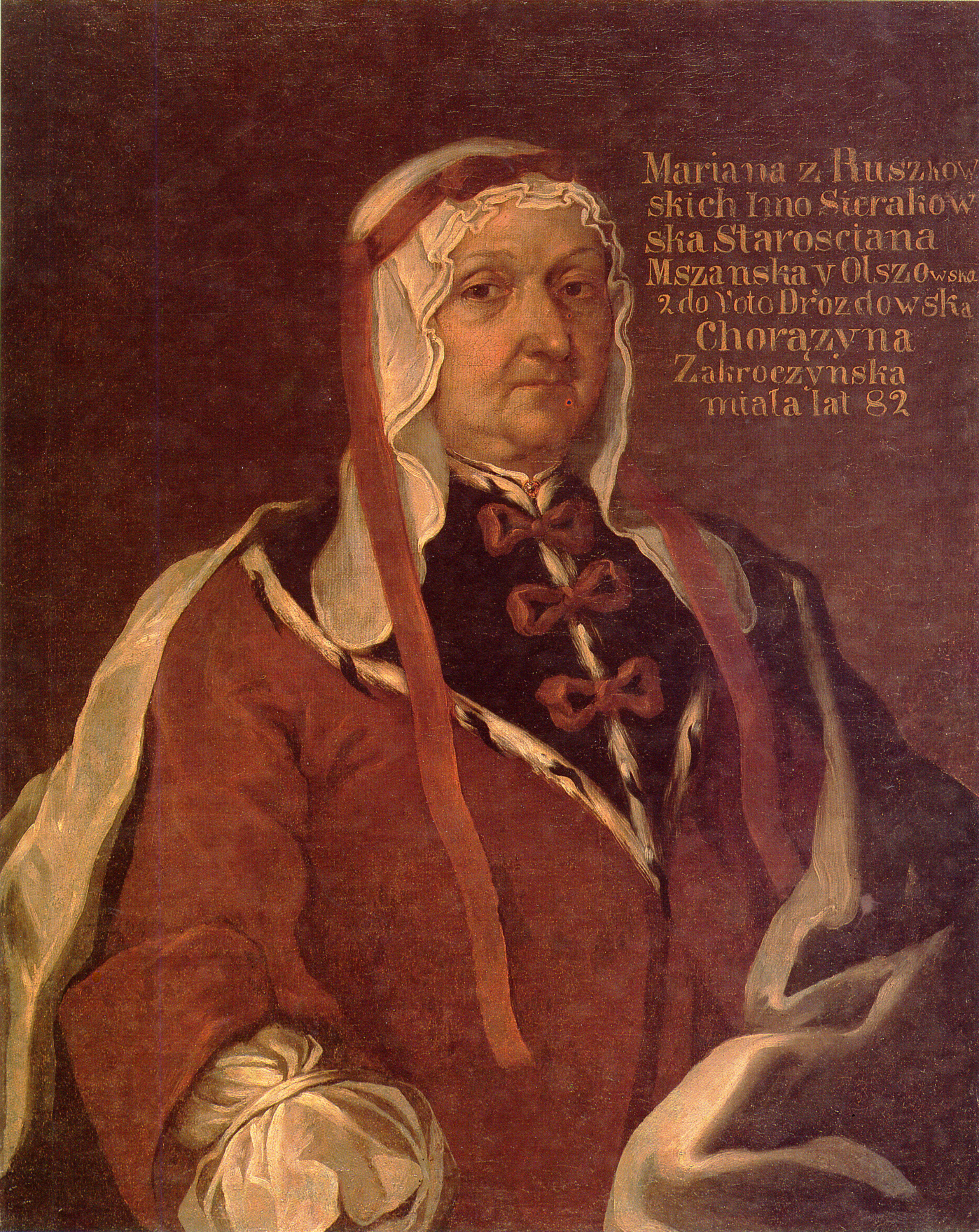
Portret Marianny z Ruszkowskich Sierakowskiej, autorstwa Łukasza Orłowskiego, 1747

Łukasz Orłowski (ur. 1715 w Krakowie, zm. 10 czerwca 1765, tamże) – polski malarz późnego baroku i rokoka.

## Życiorys
Łukasz Orłowski był uczniem Szymona Słowikowskiego, krakowskiego malarza cechowego i pozłotnika. 10 maja 1734 został wyzwolony na towarzysza sztuki malarskiej. W latach 1741–42 mieszkał przy ul. św. Jana, następnie we własnej kamienicy zwanej Orłowską w Rynku. W 1745 wraz z jedenastoma innymi krakowskimi malarzami podpisał petycję do Akademii Krakowskiej z prośbą o przyjęcie pod opiekę i wraz z nimi w 1747 został wpisany do metryki uniwersyteckiej. W latach 1747–50 i 1755–60 piastował godność starszego cechu malarzy krakowskich.
Prace swe z reguły sygnował z dodaniem po łacinie generosus, informacji o pochodzeniu szlacheckim i określeniem miejsca powstania, którym był Kraków. Zachowało się około dwadzieścia obrazów, przede wszystkim o tematyce religijnej, przeznaczone głównie dla krakowskich świątyń i klasztorów, a także nieliczne portrety. W kościele Mariackim zachował się obraz Adoracja przez świętych Chrystusa Ukrzyżowanego sygnowany na 1762, w klasztorze dominikanów, obraz Św. Juda Tadeusz, sygnowany na 1751, w klasztorze Prezentek przy kościele św. Jana, obraz Chrystus Bolesny, sygnowany na 1753, w kościele kapucynów, obrazy: Św. Kajetan, Św. Erazm i Św. Anna, wszystkie sygnowane na 1763, w kościele Świętych Apostołów Piotra i Pawła obraz Wszyscy Święci adorujący Trójcę Świętą, sygnowany na 1763. Poza Krakowem malowidła Orłowskiego znajdują się: w kościele parafialnym w Lanckoronie, w kościele parafialnym w Sancygniowie oraz w Muzeum Narodowym w Warszawie.
W świetle zachowanych dzieł obrazy Orłowskiego można zaliczyć do ostatniej fazy krakowskiego malarstwa późnobarokowego. Jego malarstwo cechuje stosowanie dużych, jednolitych płaszczyzn koloru i płaski modelunek. W konterfektach nawiązywał do tradycji portretu sarmackiego, łagodząc jednak jego realizm i nie wkraczając w sfery ekspresyjnego naturalizmu. W aktach cechu malarzy zachowała się taksa obrazów po śmierci Orłowskiego, obecnie znajdująca się w Muzeum Narodowym w Krakowie, datowana na 4 stycznia 1766, zawierająca 60 pozycji.
Łukasz Orłowski miał żonę Franciszkę, z którą doczekał się syna Wincentego, który został przyjęty do cechu malarzy krakowskich 18 września 1762.

## Galeria

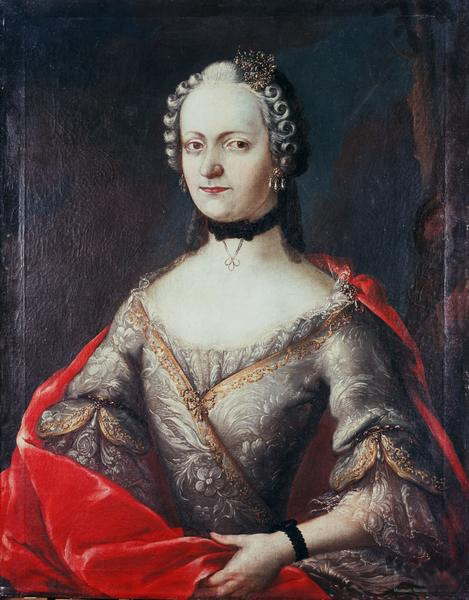
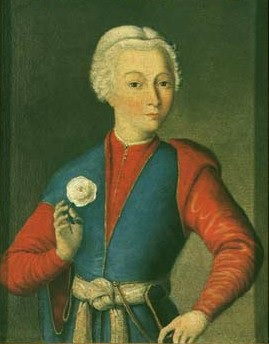

## Wybrane dzieła
- Archanioł Michał walczący ze smokiem (ok. 1746)
- Portret Józefa Wielopolskiego (1746)
- Portret Marianny z Ruszkowskich Sierakowskiej (1747)
- Portret Urszuli z Potockich Wielopolskiej (1750)
- Portret Marianny z Jabłonowskich Wielkopolską (1750)
- Ignacy Szembek (ok. 1750)
- Ukrzyżowanie (po. 1750)
- Św. Juda Tadeusz (1751)
- Chrystus Bolesny (1753)
- Św. Michał Archanioł (1757)
- Portret siostry Franciszki Wiszowatej (1760)
- Portret Kazimierza Jarmundowicza (1761)
- Adoracja przez świętych Chrystusa Ukrzyżowanego (1762)
- Św. Sebastian (1762)
- Wszyscy Święci adorujący Trójcę Świętą (1763)
- Św. Kajetan (1763)
- Św. Erazm (1763)
- Św. Anna'' (1763)